# Eleições presidenciais portuguesas de 2021 no distrito de Setúbal
| Eleições presidenciais portuguesas de 2021 Distritos: Aveiro \| Beja \| Braga \| Bragança \| Castelo Branco \| Coimbra \| Évora \| Faro \| Guarda \| Leiria \| Lisboa \| Portalegre \| Porto \| Santarém \| Setúbal \| Viana do Castelo \| Vila Real \| Viseu \| Açores \| Madeira \| Estrangeiro |

## Resultados por Concelho
Os resultados nos concelhos do Distrito de Setúbal foram os seguintes:

### Alcácer do Sal
| Candidato               | Candidato               | Votos  | %               |
| ----------------------- | ----------------------- | ------ | --------------- |
|                         | Marcelo Rebelo de Sousa | 2 503  | 58,01 / 100,00  |
|                         | João Ferreira           | 667    | 15,46 / 100,00  |
|                         | André Ventura           | 468    | 10,85 / 100,00  |
|                         | Ana Gomes               | 378    | 8,76 / 100,00   |
|                         | Marisa Matias           | 161    | 3,73 / 100,00   |
|                         | Vitorino Silva          | 81     | 1,88 / 100,00   |
|                         | Tiago Mayan Gonçalves   | 57     | 1,32 / 100,00   |
| Votos Inválidos         | Votos Inválidos         | 67     | 1,53 / 100,00   |
| Total                   | Total                   | 4 382  | 100,00 / 100,00 |
| Eleitorado/Participação | Eleitorado/Participação | 10 240 | 42,79 / 100,00  |

| Freguesia                                        | %     | %     | %     | %    | %    | %    | %    | Votantes |
| Freguesia                                        | MRS   | JF    | AV    | AG   | MM   | VS   | TMG  | Votantes |
| ------------------------------------------------ | ----- | ----- | ----- | ---- | ---- | ---- | ---- | -------- |
| Freguesia                                        |       |       |       |      |      |      |      | Votantes |
| Comporta                                         | 65,22 | 9,94  | 9,11  | 6,63 | 4,55 | 3,52 | 1,04 | 487      |
| Santa Maria do Castelo e Santiago e Santa Susana | 57,95 | 14,19 | 10,71 | 9,68 | 4,24 | 1,72 | 1,52 | 2 950    |
| São Martinho                                     | 39,11 | 52,97 | 3,96  | 1,98 | 0    | 1,49 | 0,50 | 203      |
| Torrão                                           | 58,68 | 13,77 | 14,46 | 8,40 | 2,20 | 1,52 | 0,96 | 742      |
| Alcácer do Sal                                   | 58,01 | 15,46 | 10,85 | 8,76 | 3,73 | 1,88 | 1,32 | 4 382    |

### Alcochete
| Candidato               | Candidato               | Votos  | %               |
| ----------------------- | ----------------------- | ------ | --------------- |
|                         | Marcelo Rebelo de Sousa | 4 440  | 54,10 / 100,00  |
|                         | André Ventura           | 1 295  | 15,78 / 100,00  |
|                         | Ana Gomes               | 1 080  | 13,16 / 100,00  |
|                         | João Ferreira           | 618    | 7,53 / 100,00   |
|                         | Tiago Mayan Gonçalves   | 300    | 3,66 / 100,00   |
|                         | Marisa Matias           | 296    | 3,61 / 100,00   |
|                         | Vitorino Silva          | 178    | 2,17 / 100,00   |
| Votos Inválidos         | Votos Inválidos         | 146    | 1,75 / 100,00   |
| Total                   | Total                   | 8 353  | 100,00 / 100,00 |
| Eleitorado/Participação | Eleitorado/Participação | 15 130 | 55,21 / 100,00  |

| Freguesia     | %     | %     | %     | %     | %    | %    | %    | Votantes |
| Freguesia     | MRS   | AV    | AG    | JF    | TMG  | MM   | VS   | Votantes |
| ------------- | ----- | ----- | ----- | ----- | ---- | ---- | ---- | -------- |
| Freguesia     |       |       |       |       |      |      |      | Votantes |
| Alcochete     | 55,08 | 15,45 | 13,22 | 6,99  | 3,78 | 3,51 | 1,96 | 5 754    |
| Samouco       | 49,32 | 16,87 | 12,29 | 12,58 | 2,50 | 4,43 | 2,00 | 1 430    |
| São Francisco | 55,07 | 16,08 | 13,90 | 4,02  | 4,46 | 3,06 | 3,41 | 1 169    |
| Alcochete     | 54,10 | 15,78 | 13,16 | 7,53  | 3,66 | 3,61 | 2,17 | 8 353    |

### Almada
| Candidato               | Candidato               | Votos   | %               |
| ----------------------- | ----------------------- | ------- | --------------- |
|                         | Marcelo Rebelo de Sousa | 39 486  | 56,03 / 100,00  |
|                         | Ana Gomes               | 11 045  | 15,67 / 100,00  |
|                         | André Ventura           | 7 828   | 11,11 / 100,00  |
|                         | João Ferreira           | 5 995   | 8,51 / 100,00   |
|                         | Marisa Matias           | 3 130   | 4,44 / 100,00   |
|                         | Tiago Mayan Gonçalves   | 1 767   | 2,51 / 100,00   |
|                         | Vitorino Silva          | 1 227   | 1,74 / 100,00   |
| Votos Inválidos         | Votos Inválidos         | 1 104   | 1,54 / 100,00   |
| Total                   | Total                   | 71 582  | 100,00 / 100,00 |
| Eleitorado/Participação | Eleitorado/Participação | 151 646 | 47,20 / 100,00  |

| Freguesia                                  | %     | %     | %     | %     | %    | %    | %    | Votantes |
| Freguesia                                  | MRS   | AG    | AV    | JF    | MM   | TMG  | VS   | Votantes |
| ------------------------------------------ | ----- | ----- | ----- | ----- | ---- | ---- | ---- | -------- |
| Freguesia                                  |       |       |       |       |      |      |      | Votantes |
| Almada, Cova da Piedade, Pragal e Cacilhas | 53,58 | 17,83 | 8,73  | 10,95 | 4,88 | 2,47 | 1,55 | 21 409   |
| Caparica e Trafaria                        | 59,89 | 13,16 | 11,27 | 8,03  | 4,04 | 1,75 | 1,85 | 9 629    |
| Charneca de Caparica e Sobreda             | 56,36 | 15,22 | 12,93 | 6,42  | 3,94 | 3,33 | 1,80 | 19 110   |
| Costa de Caparica                          | 55,04 | 15,83 | 13,29 | 6,57  | 4,58 | 3,05 | 1,63 | 5 592    |
| Laranjeiro e Feijó                         | 56,92 | 14,77 | 11,25 | 8,69  | 4,64 | 1,82 | 1,91 | 15 842   |
| Almada                                     | 56,03 | 15,67 | 11,11 | 8,51  | 4,44 | 2,51 | 1,74 | 71 582   |

### Barreiro
| Candidato               | Candidato               | Votos  | %               |
| ----------------------- | ----------------------- | ------ | --------------- |
|                         | Marcelo Rebelo de Sousa | 18 737 | 55,92 / 100,00  |
|                         | Ana Gomes               | 4 502  | 13,44 / 100,00  |
|                         | João Ferreira           | 4 212  | 12,57 / 100,00  |
|                         | André Ventura           | 3 497  | 10,44 / 100,00  |
|                         | Marisa Matias           | 1 470  | 4,39 / 100,00   |
|                         | Tiago Mayan Gonçalves   | 561    | 1,67 / 100,00   |
|                         | Vitorino Silva          | 525    | 1,57 / 100,00   |
| Votos Inválidos         | Votos Inválidos         | 522    | 1,53 / 100,00   |
| Total                   | Total                   | 34 026 | 100,00 / 100,00 |
| Eleitorado/Participação | Eleitorado/Participação | 68 395 | 49,75 / 100,00  |

| Freguesia                                   | %     | %     | %     | %     | %    | %    | %    | Votantes |
| Freguesia                                   | MRS   | AG    | JF    | AV    | MM   | TMG  | VS   | Votantes |
| ------------------------------------------- | ----- | ----- | ----- | ----- | ---- | ---- | ---- | -------- |
| Freguesia                                   |       |       |       |       |      |      |      | Votantes |
| Alto do Seixalinho, Santo André e Verderena | 57,47 | 13,02 | 12,51 | 9,46  | 4,41 | 1,58 | 1,55 | 17 442   |
| Barreiro e Lavradio                         | 52,24 | 15,60 | 13,71 | 10,36 | 4,77 | 1,79 | 1,52 | 9 747    |
| Palhais e Coina                             | 56,08 | 8,96  | 13,95 | 13,06 | 3,73 | 2,70 | 1,49 | 1 767    |
| Santo António da Charneca                   | 57,62 | 12,28 | 10,11 | 13,02 | 3,81 | 1,40 | 1,75 | 5 070    |
| Barreiro                                    | 55,92 | 13,44 | 12,57 | 10,44 | 4,39 | 1,67 | 1,57 | 34 026   |

### Grândola
| Candidato               | Candidato               | Votos  | %               |
| ----------------------- | ----------------------- | ------ | --------------- |
|                         | Marcelo Rebelo de Sousa | 2 594  | 55,32 / 100,00  |
|                         | João Ferreira           | 652    | 13,90 / 100,00  |
|                         | André Ventura           | 595    | 12,69 / 100,00  |
|                         | Ana Gomes               | 451    | 9,62 / 100,00   |
|                         | Marisa Matias           | 237    | 5,05 / 100,00   |
|                         | Vitorino Silva          | 90     | 1,92 / 100,00   |
|                         | Tiago Mayan Gonçalves   | 70     | 1,49 / 100,00   |
| Votos Inválidos         | Votos Inválidos         | 76     | 1,60 / 100,00   |
| Total                   | Total                   | 4 765  | 100,00 / 100,00 |
| Eleitorado/Participação | Eleitorado/Participação | 11 943 | 39,90 / 100,00  |

| Freguesia                                  | %     | %     | %     | %     | %    | %    | %    | Votantes |
| Freguesia                                  | MRS   | JF    | AV    | AG    | MM   | VS   | TMG  | Votantes |
| ------------------------------------------ | ----- | ----- | ----- | ----- | ---- | ---- | ---- | -------- |
| Freguesia                                  |       |       |       |       |      |      |      | Votantes |
| Azinheira dos Barros e São Mamede do Sádão | 62,45 | 10,13 | 10,13 | 7,17  | 7,59 | 1,69 | 0,84 | 241      |
| Carvalhal                                  | 49,89 | 7,78  | 15,77 | 12,10 | 9,29 | 2,59 | 2,59 | 476      |
| Grândola e Santa Margarida da Serra        | 54,21 | 16,12 | 12,36 | 9,96  | 4,41 | 1,67 | 1,26 | 3 451    |
| Melides                                    | 63,18 | 7,36  | 13,18 | 6,68  | 4,45 | 2,91 | 2,23 | 597      |
| Grândola                                   | 55,32 | 13,90 | 12,69 | 9,62  | 5,05 | 1,92 | 1,49 | 4 765    |

### Moita
| Candidato               | Candidato               | Votos  | %               |
| ----------------------- | ----------------------- | ------ | --------------- |
|                         | Marcelo Rebelo de Sousa | 14 575 | 56,07 / 100,00  |
|                         | André Ventura           | 3 270  | 12,58 / 100,00  |
|                         | João Ferreira           | 3 194  | 12,29 / 100,00  |
|                         | Ana Gomes               | 2 825  | 10,87 / 100,00  |
|                         | Marisa Matias           | 1 230  | 4,73 / 100,00   |
|                         | Vitorino Silva          | 532    | 2,05 / 100,00   |
|                         | Tiago Mayan Gonçalves   | 370    | 1,42 / 100,00   |
| Votos Inválidos         | Votos Inválidos         | 417    | 1,58 / 100,00   |
| Total                   | Total                   | 26 413 | 100,00 / 100,00 |
| Eleitorado/Participação | Eleitorado/Participação | 58 031 | 45,52 / 100,00  |

| Freguesia                            | %     | %     | %     | %     | %    | %    | %    | Votantes |
| Freguesia                            | MRS   | AV    | JF    | AG    | MM   | VS   | TMG  | Votantes |
| ------------------------------------ | ----- | ----- | ----- | ----- | ---- | ---- | ---- | -------- |
| Freguesia                            |       |       |       |       |      |      |      | Votantes |
| Alhos Vedros                         | 55,47 | 12,97 | 11,63 | 10,08 | 5,59 | 2,59 | 1,67 | 6 685    |
| Baixa da Banheira e Vale da Amoreira | 56,93 | 11,51 | 12,94 | 11,41 | 4,37 | 1,67 | 1,16 | 10 996   |
| Gaio-Rosário e Sarilhos Pequenos     | 55,21 | 17,54 | 9,88  | 11,93 | 2,58 | 1,42 | 1,42 | 1 146    |
| Moita                                | 55,46 | 14,19 | 11,12 | 10,61 | 4,82 | 2,21 | 1,58 | 7 586    |
| Moita                                | 56,07 | 12,58 | 12,29 | 10,87 | 4,73 | 2,05 | 1,42 | 26 413   |

### Montijo
| Candidato               | Candidato               | Votos  | %               |
| ----------------------- | ----------------------- | ------ | --------------- |
|                         | Marcelo Rebelo de Sousa | 11 079 | 56,49 / 100,00  |
|                         | André Ventura           | 3 321  | 16,93 / 100,00  |
|                         | Ana Gomes               | 2 280  | 11,63 / 100,00  |
|                         | João Ferreira           | 1 093  | 5,57 / 100,00   |
|                         | Marisa Matias           | 789    | 4,02 / 100,00   |
|                         | Tiago Mayan Gonçalves   | 611    | 3,12 / 100,00   |
|                         | Vitorino Silva          | 439    | 2,24 / 100,00   |
| Votos Inválidos         | Votos Inválidos         | 324    | 1,63 / 100,00   |
| Total                   | Total                   | 19 936 | 100,00 / 100,00 |
| Eleitorado/Participação | Eleitorado/Participação | 43 560 | 45,77 / 100,00  |

| Freguesia                         | %     | %     | %     | %     | %    | %    | %    | Votantes |
| Freguesia                         | MRS   | AV    | AG    | JF    | MM   | TMG  | VS   | Votantes |
| --------------------------------- | ----- | ----- | ----- | ----- | ---- | ---- | ---- | -------- |
| Freguesia                         |       |       |       |       |      |      |      | Votantes |
| Atalaia e Alto Estanqueiro-Jardia | 62,24 | 15,01 | 9,52  | 4,71  | 3,29 | 2,62 | 2,62 | 1 947    |
| Canha                             | 68,79 | 13,80 | 7,43  | 5,31  | 2,12 | 1,49 | 1,06 | 475      |
| Montijo e Afonsoeiro              | 55,52 | 16,65 | 12,56 | 5,37  | 4,33 | 3,36 | 2,22 | 15 214   |
| Pegões                            | 54,37 | 25,59 | 8,00  | 4,52  | 2,73 | 2,63 | 2,16 | 1 078    |
| Sarilhos Grandes                  | 56,54 | 17,15 | 8,16  | 10,57 | 3,25 | 1,92 | 2,41 | 1 222    |
| Montijo                           | 56,49 | 16,93 | 11,63 | 5,57  | 4,02 | 3,12 | 2,24 | 19 936   |

### Palmela
| Candidato               | Candidato               | Votos  | %               |
| ----------------------- | ----------------------- | ------ | --------------- |
|                         | Marcelo Rebelo de Sousa | 14 163 | 57,07 / 100,00  |
|                         | André Ventura           | 3 336  | 13,44 / 100,00  |
|                         | Ana Gomes               | 3 144  | 12,67 / 100,00  |
|                         | João Ferreira           | 1 828  | 7,37 / 100,00   |
|                         | Marisa Matias           | 1 138  | 4,59 / 100,00   |
|                         | Tiago Mayan Gonçalves   | 616    | 2,48 / 100,00   |
|                         | Vitorino Silva          | 591    | 2,38 / 100,00   |
| Votos Inválidos         | Votos Inválidos         | 451    | 1,78 / 100,00   |
| Total                   | Total                   | 25 267 | 100,00 / 100,00 |
| Eleitorado/Participação | Eleitorado/Participação | 55 490 | 45,53 / 100,00  |

| Freguesia           | %     | %     | %     | %    | %    | %    | %    | Votantes |
| Freguesia           | MRS   | AV    | AG    | JF   | MM   | TMG  | VS   | Votantes |
| ------------------- | ----- | ----- | ----- | ---- | ---- | ---- | ---- | -------- |
| Freguesia           |       |       |       |      |      |      |      | Votantes |
| Palmela             | 56,00 | 12,76 | 14,67 | 7,27 | 4,34 | 2,97 | 1,99 | 7 338    |
| Pinhal Novo         | 56,73 | 12,89 | 12,20 | 8,22 | 5,21 | 2,21 | 2,54 | 10 027   |
| Poceirão e Marateca | 62,62 | 17,01 | 8,17  | 5,08 | 3,05 | 1,68 | 2,39 | 2 329    |
| Quinta do Anjo      | 56,81 | 13,86 | 12,73 | 6,91 | 4,42 | 2,66 | 2,62 | 5 573    |
| Palmela             | 57,07 | 13,44 | 12,67 | 7,37 | 4,59 | 2,48 | 2,38 | 25 267   |

### Santiago do Cacém
| Candidato               | Candidato               | Votos  | %               |
| ----------------------- | ----------------------- | ------ | --------------- |
|                         | Marcelo Rebelo de Sousa | 5 961  | 56,12 / 100,00  |
|                         | Ana Gomes               | 1 284  | 12,09 / 100,00  |
|                         | André Ventura           | 1 241  | 11,68 / 100,00  |
|                         | João Ferreira           | 1 174  | 11,05 / 100,00  |
|                         | Marisa Matias           | 494    | 4,65 / 100,00   |
|                         | Vitorino Silva          | 235    | 2,21 / 100,00   |
|                         | Tiago Mayan Gonçalves   | 232    | 2,18 / 100,00   |
| Votos Inválidos         | Votos Inválidos         | 188    | 1,74 / 100,00   |
| Total                   | Total                   | 10 809 | 100,00 / 100,00 |
| Eleitorado/Participação | Eleitorado/Participação | 24 227 | 44,62 / 100,00  |

| Freguesia                                        | %     | %     | %     | %     | %    | %    | %    | Votantes |
| Freguesia                                        | MRS   | AG    | AV    | JF    | MM   | VS   | TMG  | Votantes |
| ------------------------------------------------ | ----- | ----- | ----- | ----- | ---- | ---- | ---- | -------- |
| Freguesia                                        |       |       |       |       |      |      |      | Votantes |
| Abela                                            | 59,56 | 5,26  | 7,48  | 20,78 | 2,77 | 2,22 | 1,94 | 364      |
| Alvalade                                         | 48,51 | 5,96  | 17,22 | 21,52 | 4,14 | 1,49 | 1,16 | 610      |
| Cercal do Alentejo                               | 60,76 | 10,39 | 10,02 | 10,39 | 4,27 | 2,50 | 1,67 | 1 099    |
| Ermidas-Sado                                     | 56,76 | 6,76  | 9,91  | 15,92 | 6,91 | 2,55 | 1,20 | 677      |
| Santiago do Cacém, Sta. e S. Bartolomeu da Serra | 58,06 | 11,73 | 10,64 | 10,58 | 4,16 | 1,98 | 2,84 | 3 091    |
| Santo André                                      | 54,00 | 15,77 | 13,42 | 7,05  | 5,33 | 2,25 | 2,18 | 4 200    |
| São Domingos e Vale de Água                      | 56,32 | 7,92  | 7,49  | 21,41 | 1,93 | 2,57 | 2,36 | 475      |
| São Francisco da Serra                           | 58,76 | 9,97  | 8,59  | 13,75 | 4,12 | 3,09 | 1,72 | 293      |
| Santiago do Cacém                                | 56,12 | 12,09 | 11,68 | 11,05 | 4,65 | 2,21 | 2,18 | 10 809   |

### Seixal
| Candidato               | Candidato               | Votos   | %               |
| ----------------------- | ----------------------- | ------- | --------------- |
|                         | Marcelo Rebelo de Sousa | 37 572  | 56,24 / 100,00  |
|                         | André Ventura           | 8 894   | 13,46 / 100,00  |
|                         | Ana Gomes               | 8 717   | 13,05 / 100,00  |
|                         | João Ferreira           | 5 714   | 8,55 / 100,00   |
|                         | Marisa Matias           | 2 833   | 4,24 / 100,00   |
|                         | Tiago Mayan Gonçalves   | 1 540   | 2,31 / 100,00   |
|                         | Vitorino Silva          | 1 432   | 2,14 / 100,00   |
| Votos Inválidos         | Votos Inválidos         | 1 128   | 1,67 / 100,00   |
| Total                   | Total                   | 67 930  | 100,00 / 100,00 |
| Eleitorado/Participação | Eleitorado/Participação | 141 307 | 48,07 / 100,00  |

| Freguesia                                | %     | %     | %     | %     | %    | %    | %    | Votantes |
| Freguesia                                | MRS   | AV    | AG    | JF    | MM   | TMG  | VS   | Votantes |
| ---------------------------------------- | ----- | ----- | ----- | ----- | ---- | ---- | ---- | -------- |
| Freguesia                                |       |       |       |       |      |      |      | Votantes |
| Amora                                    | 57,50 | 12,76 | 13,20 | 8,15  | 4,02 | 2,14 | 2,22 | 19 370   |
| Corroios                                 | 56,76 | 12,58 | 14,35 | 7,61  | 4,23 | 2,57 | 1,91 | 21 307   |
| Fernão Ferro                             | 56,33 | 17,69 | 10,49 | 6,29  | 4,12 | 2,48 | 2,60 | 8 319    |
| Seixal, Arrentela e Aldeia de Paio Pires | 54,33 | 13,32 | 12,54 | 11,04 | 4,54 | 2,10 | 2,13 | 18 934   |
| Seixal                                   | 56,24 | 13,46 | 13,05 | 8,55  | 4,24 | 2,31 | 2,14 | 67 930   |

### Sesimbra
| Candidato               | Candidato               | Votos  | %               |
| ----------------------- | ----------------------- | ------ | --------------- |
|                         | Marcelo Rebelo de Sousa | 11 071 | 55,74 / 100,00  |
|                         | André Ventura           | 3 260  | 16,41 / 100,00  |
|                         | Ana Gomes               | 2 367  | 11,92 / 100,00  |
|                         | João Ferreira           | 1 431  | 7,20 / 100,00   |
|                         | Marisa Matias           | 810    | 4,08 / 100,00   |
|                         | Tiago Mayan Gonçalves   | 467    | 2,35 / 100,00   |
|                         | Vitorino Silva          | 457    | 2,30 / 100,00   |
| Votos Inválidos         | Votos Inválidos         | 309    | 1,53 / 100,00   |
| Total                   | Total                   | 20 172 | 100,00 / 100,00 |
| Eleitorado/Participação | Eleitorado/Participação | 44 711 | 45,12 / 100,00  |

| Freguesia           | %     | %     | %     | %     | %    | %    | %    | Votantes |
| Freguesia           | MRS   | AV    | AG    | JF    | MM   | TMG  | VS   | Votantes |
| ------------------- | ----- | ----- | ----- | ----- | ---- | ---- | ---- | -------- |
| Freguesia           |       |       |       |       |      |      |      | Votantes |
| Quinta do Conde     | 55,42 | 19,20 | 10,07 | 6,46  | 4,37 | 2,11 | 2,35 | 10 360   |
| Sesimbra (Castelo)  | 56,05 | 13,62 | 14,08 | 7,35  | 3,87 | 2,70 | 2,33 | 8 180    |
| Sesimbra (Santiago) | 56,17 | 12,72 | 12,78 | 11,16 | 3,24 | 2,12 | 1,81 | 1 632    |
| Sesimbra            | 55,74 | 16,41 | 11,92 | 7,20  | 4,08 | 2,35 | 2,30 | 20 172   |

### Setúbal
| Candidato               | Candidato               | Votos   | %               |
| ----------------------- | ----------------------- | ------- | --------------- |
|                         | Marcelo Rebelo de Sousa | 26 176  | 56,34 / 100,00  |
|                         | Ana Gomes               | 6 787   | 14,61 / 100,00  |
|                         | André Ventura           | 6 038   | 13,00 / 100,00  |
|                         | João Ferreira           | 3 423   | 7,37 / 100,00   |
|                         | Marisa Matias           | 1 986   | 4,27 / 100,00   |
|                         | Tiago Mayan Gonçalves   | 1 166   | 2,51 / 100,00   |
|                         | Vitorino Silva          | 886     | 1,91 / 100,00   |
| Votos Inválidos         | Votos Inválidos         | 710     | 1,51 / 100,00   |
| Total                   | Total                   | 47 172  | 100,00 / 100,00 |
| Eleitorado/Participação | Eleitorado/Participação | 105 367 | 44,77 / 100,00  |

| Freguesia                          | %     | %     | %     | %     | %    | %    | %    | Votantes |
| Freguesia                          | MRS   | AG    | AV    | JF    | MM   | TMG  | VS   | Votantes |
| ---------------------------------- | ----- | ----- | ----- | ----- | ---- | ---- | ---- | -------- |
| Freguesia                          |       |       |       |       |      |      |      | Votantes |
| Azeitão (São Lourenço e São Simão) | 55,68 | 14,54 | 14,24 | 6,28  | 3,81 | 3,65 | 1,81 | 9 045    |
| Gâmbia-Pontes-Alto da Guerra       | 58,45 | 12,23 | 13,06 | 9,21  | 3,55 | 1,70 | 1,81 | 2 685    |
| Sado                               | 57,61 | 11,86 | 11,00 | 13,04 | 4,04 | 0,86 | 1,59 | 2 234    |
| São Sebastião                      | 56,13 | 14,63 | 13,55 | 7,24  | 4,53 | 1,72 | 2,19 | 17 882   |
| Setúbal                            | 56,41 | 15,44 | 11,89 | 7,00  | 4,41 | 3,14 | 1,70 | 15 326   |
| Setúbal                            | 56,34 | 14,61 | 13,00 | 7,37  | 4,27 | 2,51 | 1,91 | 47 172   |

### Sines
| Candidato               | Candidato               | Votos  | %               |
| ----------------------- | ----------------------- | ------ | --------------- |
|                         | Marcelo Rebelo de Sousa | 2 555  | 56,69 / 100,00  |
|                         | Ana Gomes               | 582    | 12,91 / 100,00  |
|                         | André Ventura           | 577    | 12,80 / 100,00  |
|                         | João Ferreira           | 396    | 8,79 / 100,00   |
|                         | Marisa Matias           | 218    | 4,84 / 100,00   |
|                         | Vitorino Silva          | 98     | 2,17 / 100,00   |
|                         | Tiago Mayan Gonçalves   | 81     | 1,80 / 100,00   |
| Votos Inválidos         | Votos Inválidos         | 84     | 1,83 / 100,00   |
| Total                   | Total                   | 4 591  | 100,00 / 100,00 |
| Eleitorado/Participação | Eleitorado/Participação | 12 082 | 38,00 / 100,00  |

| Freguesia  | %     | %     | %     | %    | %    | %    | %    | Votantes |
| Freguesia  | MRS   | AG    | AV    | JF   | MM   | VS   | TMG  | Votantes |
| ---------- | ----- | ----- | ----- | ---- | ---- | ---- | ---- | -------- |
| Freguesia  |       |       |       |      |      |      |      | Votantes |
| Porto Covo | 64,02 | 9,27  | 13,02 | 6,62 | 4,42 | 1,55 | 1,10 | 457      |
| Sines      | 55,87 | 13,32 | 12,78 | 9,03 | 4,88 | 2,24 | 1,87 | 4 134    |
| Sines      | 56,69 | 12,91 | 12,80 | 8,79 | 4,84 | 2,17 | 1,80 | 4 591    |